# Zastava Sankt Peterburga
Zastava Sankt Peterburga je zastava ruskog lučkog grada Sankt Peterburga. Riječ je o crvenoj jednobojnici unutar čije sredine se nalazi grb grada. Sam grb se sastoji od dva ukrštena bijela sidra te zlatnog žezla u sredini. Sama sidra (morsko i riječno) predstavljaju činjenicu da je grad morska i riječna luka. S druge strane, žezlo simbolizira slavnu povijest Sankt Peterburga kada je grad bio ruska prijestolnica.
Zastava je službeno usvojena 8. lipnja 1992. a njezin omjer je 2:3.

## Vidjeti također
- Grb Sankt Peterburga
- Sankt Peterburg